# Yakiv Kinareykin
 (juillet 2023).
Yakiv Kinareykin (en ukrainien : Кінарейкін Яків Дмитрович), né le 22 octobre 2003 à Kharkiv, est un footballeur ukrainien qui évolue au poste de gardien de but à Villarreal CF B.

## Biographie

### Carrière en club
Yakiv Kinareykin est formé au SK Dnipro-1, club fondé en 2017 qui vient d'être vice-champion d'Ukraine sur la saison 2022-23, où il fait ses débuts professionnel avec l'équipe première le 25 juillet 2023, entrant en jeu lors du match de qualification à la Ligue des champions contre le Panathinaïkós,,,.

### Carrière en sélection
Yakiv Kinareykin est international espoirs ukrainien, connaissant ses premières sélections en novembre 2022,.

## Palmarès
| SK Dnipro-1 - Championnat d'Ukraine - Vice-champion en 2022-23 |